# 615 هـ
615 هـ هي سنة في التقويم الهجري امتدت مقابلةً في التقويم الميلادي بين سنتي 1218 و1219.

## مواليد
- محب الدين الطبري

## وفيات
- العادل أبو بكر بن أيوب